# Los Asientos
Los Asientos è un comune (corregimiento) della Repubblica di Panama situato nel distretto di Pedasí, provincia di Los Santos. Si estende su una superficie di 90,7 km² e conta una popolazione di 755 abitanti (censimento 2010).